# Liste des partis politiques au Japon
Cette liste des partis politiques du Japon a pour objectif de regrouper tous les partis japonais qui :
- ont participé à une élection depuis 1890 ;
- sont à l'origine d'un de ces partis (certains partis ont uniquement existé entre deux élections).

## Partis actuels

### Représentés à ladiète du Japon
| Nom                                                                        | Autres noms                                                                                            | Idéologie                                                                                      | Représentation | Représentation | Fondation  | Président          |
| Nom                                                                        | Autres noms                                                                                            | Idéologie                                                                                      | Chambre basse  | Chambre haute  | Fondation  | Président          |
| -------------------------------------------------------------------------- | --- | ---------------------------------------------------------------------------------------------- | -------------- | -------------- | ---------- | ------------------ |
| Parti libéral-démocrate (PLD) (自由民主党, Jiyū Minshutō)                  | (ja) Jimintō (自民党) (en) Liberal Democratic Party (LDP)                                              | Majorité, Centre droit, conservateur libéral                                                   | 195            | 114            | 1955,      | Shigeru Ishiba     |
| Parti démocrate constitutionnel (PDC) (立憲民主党, Rikken Minshutō)        | (en) The Constitutional Democratic Party of Japan (CDP)                                                | Opposition, Centre - centre gauche, social-libéralisme, démocratie directe                     | 148            | 38             | 2017, 2020 | Yoshihiko Noda     |
| Parti japonais de l'innovation (Ishin) (日本維新の会, Nippon Ishin no Kai) | (ja) Ishin (維新) (en) The Japan Innovation Party                                                      | Opposition, Centre droite, Droite, conservateur, néolibéral, populiste de droite               | 38             | 18             | 2015       | Hirofumi Yoshimura |
| Parti démocrate du peuple (PDP) (国民民主党, Kokumin Minshutō)             | (en) Democratic Party for the People (DPP, DPFP)                                                       | Opposition, Centre - Centre droit                                                              | 28             | 9              | 2018 2020  | Yuichiro Tamaki    |
| Kōmeitō (NK) (公明党, Kōmeitō)                                             | (fr) Parti de la justice et de l'intégrité (en) Kōmeitō Party (NKP) (en) Clean Government Party (NCGP) | Majorité, Centre, centre droite, droite, Sōka Gakkai Bouddhisme Nichiren, conservatisme social | 24             | 27             | 1964 1998, | Tetsuo Saitō       |
| Reiwa Shinsengumi (れいわ新選組)                                           | | Opposition, Gauche, Populisme de gauche, progressisme, anti-nucléaire                          | 9              | 5              | 2019       | Tarō Yamamoto      |
| Parti communiste japonais (PCJ) (日本共産党, Nihon kyōsantō)               | (ja) kyōsantō (共産党) (en) Japanese Communist Party (JCP)                                             | Opposition, Gauche, communiste, socialisme scientifique                                        | 8              | 11             | 1922,      | Tomoko Tamura      |
| Sanseitō (参政党)                                                          | (en) Party of Do it Yourself!!                                                                         | Opposition, extrême droite, ultra conservateur, anti-immigration                               | 3              | 1              | 2020       | Sōhei Kamiya       |
| Parti conservateur du Japon (日本保守党, "Nippon Hoshutō)                  | | Opposition, droite, conservateur, populisme de droite                                          | 3              | 0              | 2023       | Naoki Hyakuta      |
| Parti social-démocrate (PSD) (社会民主党, Shakai Minshutō)                 | (ja) Shamintō (社民党) (en) Social Democratic Party (SDP)                                              | Opposition, Gauche, social-démocrate, pacifiste, antimilitariste                               | 1              | 2              | 1996       | Mizuho Fukushima   |
| Indépendants et Groupe parlementaire                                       | Indépendants et Groupe parlementaire                                                                   | Indépendants et Groupe parlementaire                                                           | 8              | 15             |            |                    |
| Total                                                                      | Total                                                                                                  | Total                                                                                          | 465            | 240            |            |                    |

### Non représentés (ou seulement un[Note 9]) à la diète du Japon mais avec des élus locaux
| Nom                                                                        | Autres noms | Idéologie | Fondation | Président          |
| -------------------------------------------------------------------------- | --- | --- | --------- | ------------------ |
| Parti socialiste d'Okinawa (PSO) (沖縄社会大衆党, Okinawa Shakai Taishūtō) | (ja) Shakai Taishūtō (社会大衆党) (ja) Shadaitō (社大党) (fr) Parti social des masses (en) Okinawa Social Mass Party (OSMP) (en) Social Mass Party (SMP) | Gauche, socialiste, régionaliste                                                                                          | 1950      | Tetsumi Takara     |
| Nouveau parti socialiste (新社会党, Shin Shakai-tō)                        | (ja) Shinshatō (新社党) (ja) Shinkaitō (社会党) (en) New Socialist Party (NSP)                                                                           | Gauche, socialiste | 1996      | Hiromi Okazaki     |
| Les Verts (Japon) (緑の党グリーンズジャパン, Midori no Tō Greens Japan)    | (fr) Les Verts Japon (en) Greens Japan | Écologie | 2008      | 4 co-représentants |
| Le Parti de la Réalisation du Bonheur (幸福実現党, Kōfuku Jitsugen-tō)     | (ja) Kōfuku (幸福) (en) Happiness Realization Party (HRP)                                                                                                | Droite, spiritualisme, néo-conservatisme, réformisme constitutionnel, anti-Corée du Nord, antinucléaire, présidentialisme | 2009      | Ryoko Shaku        |
| Vrai Parti démocrate - Daichi (VPD) (新党大地, Shintō-Daichi)              | (fr) Vrai parti démocrate Grande Terre | Centre droit, conservateur social                                                                                         | 2011      | Muneo Suzuki       |

### Représentés à la diète du Japon dans le passé sans des élus locaux
| Nom                                                      | Autres noms                             | Idéologie             | Fondation | Président  |
| -------------------------------------------------------- | --------------------------------------- | --------------------- | --------- | ---------- |
| Minna de tsukuru tō (みんなでつくる党, minnadetsukarutō) | (ja)N-Koku (N国)(ja)Mintsuku (みんつく) | Opposition, populisme | 2013      | Ayaka Ōtsu |

## Anciens partis politiques
| Nom | Autres noms                                                                                            | Idéologie | Fondation | Dissolution |
| --- | --- | --- | --------- | ----------- |
| Parti socialiste japonais (PSJ) (日本社会党, Nihon Shakaitō) | (ja) Shakai (社会) (en) Japan Socialist Party (JSP) (en) Japan Social Democratic Party (JSDP)          | Gauche, socialiste | 1945      | 1996        |
| Parti libéral du Japon (PLJ) (日本自由党, Nihon Jiyūtō) | (en) Liberal Party of Japan (LPJ)                                                                      | Droite, libéral | 1945      | 1948        |
| Parti progressiste du Japon (PPJ) (日本進歩党, Nihon Shimpotō) | (en) Progressist Party of Japan (PPJ)                                                                  | Centre, conservateur | 1945      | 1947        |
| Parti coopératif du Japon (日本協同党, Nihon Kōdōtō) | (en) Cooperative Party of Japan                                                                        | Centre, coopératif | 1945      | 1946        |
| Parti démocrate du versant ensoleillé (日向民主党, Hyūga Minshutō) | (en) Sunny-side Democratic Party                                                                       | Centre, conservateur | 1945      | 1946        |
| Parti rural du Japon (日本農本党, Nihon Nōhontō) | (en) Rural Party of Japan                                                                              | Centre, agrarien | 1945      | 1946        |
| Parti démocrate coopératif (PDC) (協同民主党, Kōdō Minshutō) | (en) Democratic Cooperative Party                                                                      | Centre, coopératif, conservateur | 1946      | 1947        |
| Parti populaire (国民党, Kokumintō) | (en) People's Party                                                                                    | Centre, libéralisme politique | 1946      | 1947        |
| Parti paysan du Japon (PPJ) (日本農民党, Nihon Nōmintō) | (en) Farmer's Party of Japan                                                                           | Centre, agrarien | 1947      | 1948        |
| Parti coopératif populaire (PCP) (国民協同党, Kokumin Kōdōtō) | (en) People's Cooperative Party                                                                        | Centre, conservateur, coopératif | 1947      | 1950        |
| Parti démocrate (民主党, Minshutō) | (en) Democratic Party                                                                                  | Centre, conservateur | 1947      | 1950        |
| Parti démocrate libéral (PDL) (民主自由党, Minshu Jiyūtō) | (en) Democratic Liberal Party (DLP)                                                                    | Droite, Libéral-conservatisme | 1948      | 1950        |
| Nouveau parti paysan (NPP) (農民新党, Nōmin Shintō) | (en) Farmer's New Party                                                                                | Centre, agrarien | 1948      | 1949        |
| Parti coopératif paysan (PCP) (農民協同党, Nōmin Kōdōtō) | (en) Farmer's Cooperative Party                                                                        | Centre, coopératif, agrarien | 1949      | 1952        |
| Parti libéral (自由党, Jiyūtō) | (en) Liberal Party (LP)                                                                                | Droite, conservateur libéral | 1950      | 1955        |
| Parti démocrate populaire (PDP) (国民民主党, Kokumin Minshutō) | (en) People's Democratic Party (PDP)                                                                   | Centre, conservateur | 1950      | 1952        |
| Club de la Restauration (新政クラブ, Shinsei Kurabu) | (en) Restauration Club                                                                                 | Centre, conservateur | 1951      | 1952        |
| Parti de la Réforme (PR) (改進党, Kaishintō) | (en) Reform Party                                                                                      | Centre, conservateur | 1952      | 1954        |
| Parti démocrate du Japon (PDJ) (日本民主党, Nihon Minshutō) | (en) Japan Democratic Party (JDP)                                                                      | Centre droit, conservateur libéral | 1954      | 1955        |
| Parti démocrate socialiste (PDS) (民主社会党, Minshu Shakaitō) | (ja) Minshatō (民社党) (ja) Minsha (民社) (en) Democratic Socialist Party (DSP)                        | Centre gauche, socialiste démocratique, anti-communiste | 1960      | 1994        |
| Club néo-libéral (CNL) (新自由クラブ, Shin-jiyū Kurabu) | Shinjiku (新自ク) (en) New Liberal Club (NLC)                                                          | Centre, conservateur libéral | 1976      | 1986        |
| Fédération social-citoyenne (FSC) (社会市民連合, Shakai-shimin rengō) | (ja) Shaminren (社民連) (en) Socialist Citizen Federation (SCF) (en) Social democratic League (SDL)    | Centre gauche, social-démocrate, eurocommuniste (adapté au Japon)                                                                                          | 1977      | 1978        |
| Club socialiste (社会クラブ, Shakai kurabu) | (en) Social Club                                                                                       | Centre gauche, social-démocrate | 1977      | 1978        |
| Fédération social-démocrate (FSD) (社会民主連合, Shakai Minshu Rengō) | (ja) Shaminren (社民連) (en) Socialist Democratic Federation (SDF)                                     | Centre gauche, social-démocrate | 1978      | 1994        |
| Parti progressiste (PP) (進歩党, Shimpotō) | (en) Progressive Party (PP)                                                                            | Centre, conservateur | 1987      | 1993        |
| Parti des réformes démocratiques (PRD) (民主改革連合, Minshu Kaikaku Rengō) | (ja) Minkairen (民改連) (en) Democratic Reform Party (DRP)                                             | Centre, social-libéral | 1989      | 1998,       |
| Nouveau parti du Japon (NPJ) (日本新党, Nihon Shintō) | (ja) Nihonshin (日本新) (ja) 日新 (Nishin) (en) Japan New Party (JNP)                                  | Centre droit, néo-libéral, conservateur | 1992      | 1994        |
| Nouveau parti pionnier (NPP) (新党さきがけ, Shintō Sakigake) | (ja) Sakigake (さきがけ) (en) New Party Sakigake (NPS) (en) The Forerunner                             | Centre, libéral, écologique | 1993      | 1998        |
| Parti de la Renaissance (新生党, Shinseitō) | (ja) Shinsei (新生) (en) Japan Renewal Party                                                           | Centre, néo-libéral, conservateur | 1993      | 1994        |
| Comité de la réforme (改革の会, Kaikaku no kai) | | Centre, divers droite, conservateur | 1994      | 1994        |
| Parti libéral (自由党, Jiyūtō) | Parti libéral Kakizawa (党柿沢自由, Kakizawa Jiyūtō) (en) Liberals                                     | | 1994      | 1994        |
| Nouveau parti de l'avenir (新党みらい, Shintō mirai) | | Centre, conservateur libéral | 1994      | 1994        |
| Comité de la volonté (高志会, Kōshikai) | | Centre droit, conservateur libéral, anti-socialistes | 1994      | 1994        |
| Kōmei (公明, Kōmei) | | Centre, bouddhiste | 1994,     | 1998,       |
| Ligue libérale (LL) (自由連合, Jiyū Rengō (JR)) | (ja) Jiyūren (自由連) (ja) Jiren (自連) (en) Liberal League (LL)                                       | Centre droit, néo-libéral | 1994      | 2010        |
| Nouveau parti Kōmei (NPK) (公明新党, Kōmei shintō) | (en) Kōmei New Party                                                                                   | Centre, bouddhiste | 1994,     | 1994,       |
| Parti de la nouvelle frontière (PNF) (新進党, Shinshintō) | (en) New Frontier Party (NFP)                                                                          | Centre, néo-libéral, social-libéral | 1994      | 1997        |
| Ligue des Citoyens (市民リーグ, Shimin Rīgu) | (en) Citizens' League                                                                                  | Centre, social-libéral | 1995      | 1996        |
| Parti du Soleil (太陽党, Taiyōtō) | (en) Sun Party (en) Taiyō Party                                                                        | Centre, conservateur libéral, réformiste | 1996      | 1998,       |
| From Five (フロム ファイブ, Furomu Faibu) | (en) From Five                                                                                         | Centre, libéral | 1997      | 1998        |
| Parti libéral (自由党, Jiyūtō) | (en) Liberal Party                                                                                     | Centre droit, néo-libéral, néo-conservateur | 1998      | 2003        |
| Club de l'Aurore (黎明クラブ, Reimei Kurabu) | (en) Reimei Club (en) Dawn Club                                                                        | Centre, bouddhiste | 1998,     | 1998,       |
| Nouveau parti de la paix (新党平和, Shintō Heiwa) | (en) New Peace Party                                                                                   | Centre, bouddhiste | 1998,     | 1998,       |
| Voix du Peuple (国民の声, Kokumin-no-koe) | | Centre, néo-libéral | 1998      | 1998        |
| Nouveau parti de la Fraternité (NPF) (新党友愛, Shintō Yūai) | (en) New Fraternity Party (NFP)                                                                        | Centre gauche, socialiste démocratique, libéral | 1998      | 1998,       |
| Club réformiste (CR) (改革クラブ, Kaikaku Kurabu) | (fr) Club Kaikaku                                                                                      | Centre droit, néo-libéral | 1998      | 2002        |
| Parti de la bonne gouvernance (民政党, Minseitō) | (ja) Minsei (民政) (en) Good Governance Party                                                          | Centre, néo-libéral | 1998,     | 1998,       |
| Les Pionniers (さきがけ, Sakigake) | (en) The Forerunner (en) New Party Sakigake (NPS)                                                      | Centre droit, conservateur libéral, écologiste | 1998      | 2002        |
| Parti conservateur (保守党, Hoshutō) | (en) New Conservative Party (NCP)                                                                      | Droite, néo-conservateur | 2000      | 2002        |
| Assemblée politique environnementale verte (AEV) (みどりの会議, Midori no Kaigi) | (ja) Mido (みど) (en) The Environmental Green Political Assembly                                       | Centre droit, écologiste, conservateur libéral | 2002      | 2004        |
| Nouveau Parti conservateur (保守新党, Hoshu Shintō) | (ja) Hoshutō (保守党) (en) New Conservative Party (NCP)                                                | Droite, néo-conservateur | 2002      | 2003        |
| Nouveau parti Daichi (NPD) (新党大地, Shintō Daichi) | (fr) Nouveau parti Grande Terre (en) New Party Daichi (NPD) (en) New Party Big Earth (NPBE)            | Centre droit, conservateur, régionaliste | 2005      | 2011        |
| Nouveau Parti du peuple (NPP) (国民新党, Kokumin Shintō) | (en) People's New Party                                                                                | Centre gauche, conservateur social, populiste | 2005      | 2012        |
| Nouveau parti Nippon (NPN) (新党日本, Shintō Nippon) | (en) New Party Nippon                                                                                  | Centre, réformiste, régionaliste | 2005      | 2015        |
| Club réformiste (CK) (改革クラブ, Kaikaku Kurabu) | (fr) Club de la Réforme (fr) Parti de la Renaissance du Japon (PRJ) (en) Japan Renaissance Party (JRP) | Droite, conservateur | 2008      | 2010        |
| Nouveau Parti de la réforme (NPR) (新党改革, Shintō Kaikaku) | (fr) Club de la Réforme (fr) Parti de la Renaissance du Japon (PRJ) (en) Japan Renaissance Party (JRP) | Droite, conservateur libéral | 2008      | 2016        |
| Parti de tous (VP) (みんなの党, Minna no tō) | (en) Your Party (YP)                                                                                   | Centre droit, libéralisme | 2009,     | 2014        |
| Parti de l'aube (PDA) (太陽の党, Taiyō no tō) | (en) Sunrise Party (SP)                                                                                | Droite, conservateur | 2010      | 2012        |
| Genzei Nippon (減税日本) | (fr) « Moins d'impôts au Japon »                                                                       | Centre, conservateur fiscal, libéral, régionaliste, populiste, anti-nucléaire                                                                              | 2010      | 2012        |
| Parti Kizuna (PK) (新党きづな, Shintō Kizuna) | (fr) Nouveau Parti Kizuna (fr) Nouveau Parti du lien (en) Kizuna Party (KP)                            | Centre gauche, social-libéral, protectionniste, anti-nucléaire                                                                                             | 2011      | 2012        |
| Priorité à la vie du peuple (PVP) (国民の生活が第一, Kokumin no Seikatsu ga Daiichi) | (fr) Mettre les vies du peuple en premier (en) Putting People's Lives First (PPLF)                     | Centre gauche, social-libéral, keynésien, anti-taxe, anti-nucléaire                                                                                        | 2012      | 2012        |
| Parti anti-TPP, anti-nucléaire, pour le gel de la hausse de la taxe sur la consommation (反TPP・脱原発・消費増税凍結を実現する党, Han Tipipi - Datsugenpatsu - Shōhi-zōzei tōketsu o jitsugen suru tō) | (fr) « Anti-TPP » (ja) Han Tipipi (反TPP)                                                              | Centre gauche, protectionnisme, anti-nucléaire, anti-taxe, troisième voie, conservatisme de gauche                                                         | 2012      | 2012        |
| Genzei Nippon - Parti anti-TPP, anti-nucléaire (減税日本・反TPP・脱原発を実現する党, Genzei Nippon - Han Tipipi - Datsugenpatsu o jitsugen suru tō)                                                    | (fr) « Anti-nucléaire » (ja) Datsugenpatsu (脱原発)                                                    | Centre gauche, protectionnisme, anti-nucléaire, anti-taxe, troisième voie, décentralisation, conservatisme de gauche                                       | 2012      | 2012        |
| Vent vert (VV) (みどりの風, Midori no kaze) | (en) Green Wind Party                                                                                  | Centre gauche, environnementaliste | 2012      | 2013        |
| Association pour la restauration du Japon (ARJ) (日本維新の会, Nippon Ishin no Kai) | (en) Japan Restoration Party                                                                           | Droite, conservateur, libéral, libre-échangiste, nationaliste, fédéraliste, populiste                                                                      | 2012      | 2014        |
| Parti du futur du Japon (PFJ) (日本未来の党, Nippon Mirai no Tō) | (en) Japan Future Party (JFP)                                                                          | Centre gauche, social-libéral, keynésien, troisième voie, environnementaliste, anti-nucléaire, anti-taxe, anti-TPP, décentralisation, féministe            | 2012      | 2013        |
| Parti de la vie du peuple (PVP) (生活の党, Seikatsu no Tō) | (ja) Seikatsu (生活) (en) Japan Future Party (JFP)                                                     | Centre gauche, social-libéral, populiste, keynésien, troisième voie, environnementaliste, anti-nucléaire, anti-taxe, anti-TPP, décentralisation, féministe | 2012      | 2014        |
| Parti pour le Kokoro japonais (PJK) (日本のこころを大切にする党, Nippon no Kokoro wo Taisetsu ni suru Tō)                                                                                              | (ja) Nippon no Kokoro (日本のこころ) (en) The Party for Japanese Kokoro                                | Droite, conservateur, néo-conservatisme, libre-échangiste                                                                                                  | 2014      | 2018        |
| Kaikaku Kessū no kai (改革結集の会, Kaikaku Kessū no kai) | | Centre gauche | 2015      | 2018        |
| Assemblée pour dynamiser le Japon (日本を元気にする会, Nihon wo genki ni suru kai) | (ja) Genki (元気) (ja) Genki-kai (元気会) (en) The Assembly to Energize Japan (AEJ)                    | libre-échangiste, gouvernement limité, néolibéralisme | 2015      | 2016        |

## Partis politiques avant 1946
| Nom                                                         | Autres noms | Idéologie                    | Fondation | Dissolution |
| ----------------------------------------------------------- | ----------- | ---------------------------- | --------- | ----------- |
| Parti des ouvriers et des paysans (労働農民党, Rōdōnōmintō) |             | Gauche, socialiste, marxiste | 1926      | 1928        |